# Federico Piovaccari
Federico Piovaccari (pronunciación italiana: [Federiko pjovakkaːri]; Gallarate, 1 de septiembre de 1984) es un futbolista italiano que juega como delantero en la A. C. Virtus del Campeonato Sanmarinense de fútbol.

## Trayectoria

### Inicios
Nacido en Gallarate, Piovaccari comenzó su carrera en el modesto equipo Aurora Pro Patria 1919 como juvenil, e hizo su debut cuando estuvo cedido en el A.C. Castellettese de la Serie D. En el verano de 2003 se incorporó al Inter de Milán, siendo asignado a la escuadra de Primavera.
En 2004 fue cedido al F.C. Vittoria, y anotó diez goles para el club en la Lega Pro Prima Divisione (Serie C1). En julio de 2005 fue cedido al Football Club Treviso de la Serie B, con el que consiguió ascender a la Serie A debido al Caso Genoa que mandó al conjunto genovés a la tercera italiana. Después se trasladó al San Marino Calcio en el tercer nivel, en un acuerdo temporal.

### Treviso y Ravenna
Después de una temporada cedido en la Serie B con el Unione Sportiva Triestina Calcio volvió al Treviso, ahora en contrato de copropiedad. En julio de 2009, el agente libre firmó un contrato de dos años con el Ravenna Calcio de la Lega Pro Prima Divisione, después de la quiebra de Treviso, como reemplazo del jugador fichado por el Pescara Francesco Zizzari.
Piovaccari marcó en su debut con el club el 3 de agosto de 2009, en la victoria por 3-2 contra Giulianova, para la campaña de la Copa de Italia. Fue el máximo goleador del equipo durante la campaña, anotando 14 goles y apareciendo en 30 partidos en la liga, evitando el descenso del conjunto ravenés.

### Cittadella
Piovaccari fue traspasado a AS Citadella, de la Serie B, el 31 de agosto de 2010, en un acuerdo de copropiedad, con Paolo Rossi trasladado a la dirección opuesta. Fue máximo goleador de la liga en la campaña 2010-11, anotando 23 goles en la liga.

### Sampdoria
El 8 de julio de 2011, Piovaccari fue comprado por la Unione Calcio Sampdoria por 3,5 M € en un contrato de cuatro años. Después de aparecer con moderación, se trasladó al Brescia Calcio el 31 de enero de 2012, en calidad de préstamo hasta junio (junto con Salvatore Foti) y con Juan Antonio y Andrea Magrassi moviendo en la dirección opuesta.
Después de regresar a la Sampdoria Piovaccari fue cedido de nuevo, esta vez al Novara Calcio, y posteriormente calló críticas tras otro acuerdo temporal con el US Grosseto, con regularidad con el listón.

#### Steaua de Bucarest
En julio de 2013 Piovaccari fue cedido por cuarta vez durante su etapa en la Sampdoria al Steaua de Bucarest en un acuerdo de toda la temporada. Él hizo su debut en la Supercopa de Rumanía en la victoria por 3-0 sobre el Petrolul Ploiesti, al entrar como sustituto de Stefan Nikolić.
El 24 de julio Piovaccari anotó su primer gol para el Steaua, en un partido de vuelta ante el Vardar Skopje (2:1) para las eliminatorias de la Liga de Campeones de la UEFA de la campaña. Anotó 16 goles durante la campaña, ganando la Liga I y la Supercopa.

#### S. D. Eibar
El 19 de agosto de 2014 Piovaccari fue cedido a la SD Eibar, recién ascendido a la Primera División de España. Hizo su debut con el club el 24 de agosto, en sustitución de Ander Capa en los últimos minutos de la victoria por 1-0 en casa contra la Real Sociedad. El 4 de octubre anotó su primer gol con los Armeros salvando un punto en el último minuto ante el Levante UD.

## Estadísticas

### Clubes
Actualizado al 14 de julio de 2019.
| Club                        | Temporada     | Liga     | Liga  | Copa     | Copa  | Europa   | Europa | Total    | Total |
| Club                        | Temporada     | Partidos | Goles | Partidos | Goles | Partidos | Goles  | Partidos | Goles |
| --------------------------- | ------------- | -------- | ----- | -------- | ----- | -------- | ------ | -------- | ----- |
| Pro Patria                  | 2001-02       | 0        | 0     | —        | —     | —        | —      | 0        | 0     |
| Pro Patria                  | Total         | 0        | 0     | —        | —     | —        | —      | 0        | 0     |
| Castellettese (cedido)      | 2002-03       | 17       | 6     | —        | —     | —        | —      | 17       | 6     |
| Castellettese (cedido)      | Total         | 17       | 6     | —        | —     | —        | —      | 17       | 6     |
| Inter de Milán              | 2003-04       | 0        | 0     | —        | —     | —        | —      | 0        | 0     |
| Inter de Milán              | Total         | 0        | 0     | —        | —     | —        | —      | 0        | 0     |
| Vittoria (cedido)           | 2004-05       | 25       | 10    | —        | —     | —        | —      | 25       | 10    |
| Vittoria (cedido)           | Total         | 25       | 10    | —        | —     | —        | —      | 25       | 10    |
| San Marino (cedido)         | 2005-06       | 29       | 11    | —        | —     | —        | —      | 29       | 11    |
| San Marino (cedido)         | Total         | 29       | 11    | —        | —     | —        | —      | 29       | 11    |
| Triestina (cedido)          | 2006-07       | 37       | 5     | 0        | 0     | —        | —      | 37       | 5     |
| Triestina (cedido)          | Total         | 37       | 5     | 0        | 0     | —        | —      | 37       | 5     |
| Treviso                     | 2007-08       | 22       | 3     | 0        | 0     | —        | —      | 22       | 3     |
| Treviso                     | 2008-09       | 18       | 1     | 0        | 0     | —        | —      | 18       | 1     |
| Treviso                     | Total         | 40       | 4     | 0        | 0     | —        | —      | 40       | 4     |
| Ravenna                     | 2009-10       | 30       | 14    | 2        | 1     | —        | —      | 32       | 15    |
| Ravenna                     | 2010-11       | 2        | 1     | 2        | 0     | —        | —      | 4        | 1     |
| Ravenna                     | Total         | 32       | 15    | 4        | 1     | —        | —      | 36       | 16    |
| Cittadella                  | 2010-11       | 39       | 23    | 0        | 0     | —        | —      | 39       | 23    |
| Cittadella                  | Total         | 39       | 23    | 0        | 0     | —        | —      | 39       | 23    |
| Sampdoria                   | 2011-12       | 17       | 2     | 1        | 0     | —        | —      | 18       | 2     |
| Sampdoria                   | Total         | 17       | 2     | 1        | 0     | —        | —      | 18       | 2     |
| Brescia (cedido)            | 2011-12       | 17       | 4     | —        | —     | —        | —      | 17       | 4     |
| Brescia (cedido)            | Total         | 17       | 4     | —        | —     | —        | —      | 17       | 4     |
| Novara (cedido)             | 2012-13       | 10       | 0     | 2        | 1     | —        | —      | 12       | 1     |
| Novara (cedido)             | Total         | 10       | 0     | 2        | 1     | —        | —      | 12       | 1     |
| Grosseto (cedido)           | 2012-13       | 17       | 7     | —        | —     | —        | —      | 17       | 7     |
| Grosseto (cedido)           | Total         | 17       | 7     | —        | —     | —        | —      | 17       | 7     |
| Steaua de Bucarest (cedido) | 2013-14       | 25       | 10    | 6        | 2     | 12       | 4      | 43       | 16    |
| Steaua de Bucarest (cedido) | Total         | 25       | 10    | 6        | 2     | 12       | 4      | 43       | 16    |
| Eibar (cedido)              | 2014-15       | 16       | 6     | 2        | 1     | —        | —      | 19       | 7     |
| Eibar (cedido)              | Total         | 16       | 6     | 2        | 1     | —        | —      | 19       | 7     |
| Western Sydney Wanderers    | 2015-16       | 0        | 0     | 0        | 0     | —        | —      | 0        | 0     |
| Western Sydney Wanderers    | Total         | 0        | 0     | 0        | 0     | —        | —      | 0        | 0     |
| Córdoba C. F.               | 2016-17       | 28       | 4     | 0        | 0     | —        | —      | 0        | 0     |
| Córdoba C. F.               | Total         | 16       | 6     | 2        | 1     | —        | —      | 19       | 7     |
| Zhejiang Yiteng             | 2017-18       | 14       | 7     | 0        | 0     | —        | —      | 0        | 0     |
| Ternana                     | 2017-18       | 19       | 1     | 0        | 0     | —        | —      | 0        | 0     |
| Córdoba CF                  | 2018-19       | 35       | 12    | 0        | 0     | —        | —      | 0        | 0     |
| Rayo Vallecano              | 2019-20       | 13       | 0     | 2        | 1     | —        | —      | 0        | 0     |
| Total carrera               | Total carrera | 319      | 98    | 15       | 5     | 12       | 4      | 344      | 106   |

## Palmarés

### Títulos nacionales
| Título                  | Club               | País       | Año     |
| ----------------------- | ------------------ | ---------- | ------- |
| Supercopa de Rumania    | Steaua de Bucarest | Rumania    | 2013    |
| Liga I                  | Steaua de Bucarest | Rumania    | 2013-14 |
| Supercopa de San Marino | A. C. Virtus       | San Marino | 2024    |
| Campeonato Sanmarinense | A. C. Virtus       | San Marino | 2024-25 |
| Copa Titano             | A. C. Virtus       | San Marino | 2024-25 |

### Distinciones individuales
| Distinción                               | Año     |
| ---------------------------------------- | ------- |
| Máximo goleador de la Serie B (23 goles) | 2010-11 |